# Festung Leerort
Die Festung Leerort war eine spätmittelalterliche Flussburg und Festung in Leer, die eine herausragende Bedeutung für die ostfriesische Geschichte hatte. Auf der strategisch günstig gelegenen Landzunge zwischen den Flüssen Ems und Leda erbauten Hamburger Handelsleute der Hanse im Jahr 1435 die Feste Leerort, die ab 1453 von den ostfriesischen Grafen und Burgherren zur stärksten Festungsanlage Ostfrieslands erweitert wurde. Ab 1611 diente sie der niederländischen Garnison als Quartier. Für die hamburgischen Wurzeln steht das Wappen von Leerort. 

## Lage
Die Festung liegt strategisch günstig auf einer Landzunge im Mündungsbereich der Leda in die Ems, etwa 3 km südwestlich von Leer in Ostfriesland. Die Festung wurde auf Knickmarschböden errichtet, die hier eine Höhe von 2 m erreichen. Die geologischen Gegebenheiten bedingten die Bebauung, die sich in die obere und die untere Festung gliedern. Diese wurde auf tragfähigem Boden gebaut. Das (heute verlandete) Burggrabensystem markiert nicht tragfähige Böden. Durch die niedrige Lage am Zusammenfluss der beiden Flüsse wurde die Festung mehrfach durch Sturmfluten beschädigt.

## Geschichte

### Vorgeschichte
Im 15. Jahrhundert unterstand Ostfriesland keiner singulären Herrschaft und war in unterschiedliche Machtbereiche lokaler Häuptlinge unterteilt. Diese hatten im Verlauf des 14. Jahrhunderts Machtpositionen in Ostfriesland übernommen, nachdem die alte egalitäre Verfassung aus der Zeit der Friesischen Freiheit zusehends verfallen war. Gegen Ende des 14. Jahrhunderts verwickelten sich die Häuptlinge zunehmend in Machtkämpfe. Diese blieben zunächst ein lokales Problem. Nachdem die Vitalienbrüder durch den Deutschen Orden 1398 von der Ostseeinsel Gotland vertrieben worden waren, fanden sie jedoch Aufnahme bei einigen der ostfriesischen Herrscher, die sie als Streitmacht einsetzten. Daraufhin sah sich die Hanse bedroht und schickte mehrere Strafexpeditionen nach Ostfriesland. Teile Ostfrieslands, darunter Emden, wurden vor allem von hamburgischen Kräften besetzt.

### Bau der ersten Burg durch die Hamburger und Übergabe an die Grafen von Ostfriesland
Nach Eggerik Beninga und der älteren Literatur begann die Hansestadt Hamburg zur Absicherung ihrer Schifffahrt um 1435 mit dem Bau einer Burg am Zusammenfluss von Leda und Ems. Diese war eine Erdbefestigung mit einem steinernen Rundturm, wie er noch heute an der ebenfalls von den Hamburgern errichteten Burg Stickhausen zu sehen ist. Für den Bau dieser Anlage, der zwei Monate dauerte, wurden Teile der zerstörten Fockenburg Focko Ukenas aus Leer verwendet. Neuere Forschungen halten zwei Befestigungsphasen für wahrscheinlicher. Demnach errichteten die Hamburger während ihrer ersten Besatzungszeit (1433–1439) eine als „Blockhaus“ bezeichnete Landwehr in Leerort und um 1450, also während der zweiten Hamburger Besatzungszeit (1447–1453), eine feste Burg. Der später überlieferte „Hamburger Turm“ ist nicht nachgewiesen und wohl Legende.
Im Jahre 1453 zog die Hamburgische Garnison wieder ab und die Burg wurde auf Treu und Glauben an Häuptling und späteren Grafen Ulrich Cirksena übergeben, was bedeutete, dass die Stadt formal im Besitz der Hamburger blieb und die Grafen von Ostfriesland sie zunächst nur verwahren und auf Wunsch an Hamburg zurückgeben sollten. In gräflicher Zeit wurde Ostfriesland in Ämter unterteilt. Die Burg war Sitz des gräflichen Drosten und Amtmannes für das Amt Leerort, das Leer mit dem Moormerland, das westliche Overledingerland und das Oberrheiderland bis zur heutigen niederländischen Grenze umfasste. Im Jahre 1493 gelang es Graf Edzard I. durch Zahlungen und die Gewährung von Privilegien die Rechte und Ansprüche Hamburgs auf die Burg abzulösen. Ab 1501 ließ er diese dann stark ausbauen.

### Die Belagerung von Leerort im Jahre 1514

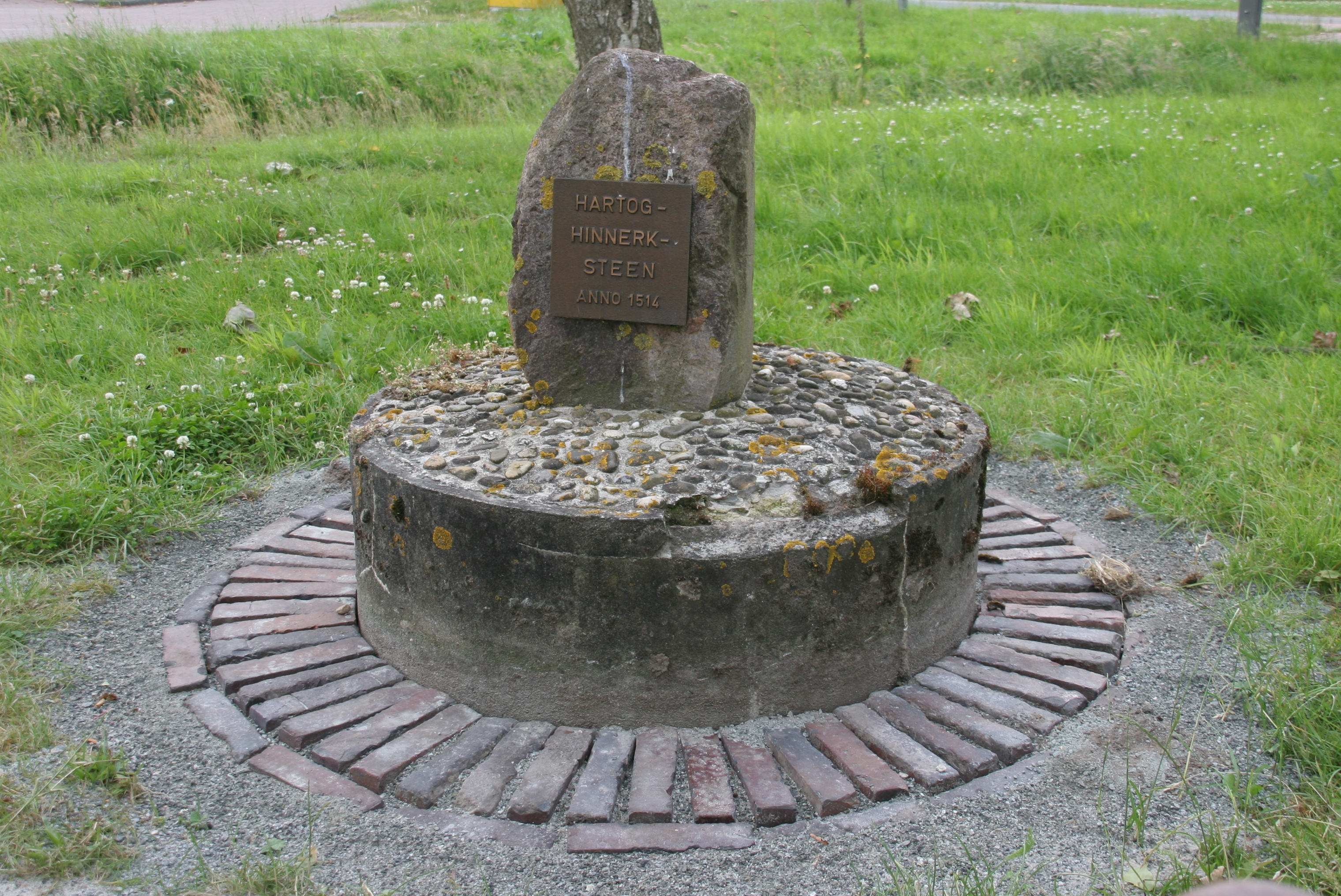
Der Hartog Hinnerk Steen in Bagband

In der Sächsischen Fehde versuchte Edzard seine Macht auf die Provinz Groningen auszudehnen, die im Herrschaftsbereich des kaiserlichen Statthalters der Niederlande, Herzog Georgs von Sachsen, lag. Daraufhin kam es zu einem offenen Krieg, der ganze Landstriche in Ostfriesland verwüstete. Der mit Georg von Sachsen verbündete Heinrich I. zog 1514 mit einem Heer von 20.000 Mann in Ostfriesland ein und belagerte die nur durch wenige Bauern und Soldaten verteidigte Festung Leerort. Mehrere Tage beschossen sie die Festung, die dadurch schwer beschädigt wurde. Am 22. Juni 1514 forderten die Belagerer den Kommandanten der Festung, Johann von Soest, zur Kapitulation auf, was dieser jedoch ablehnte. Am Folgetag sollte die Festung endgültig erobert werden. Kurz vor einem Sturmangriff gelang es einem der Eingeschlossenen, den Herzog Heinrich I. am 23. Juni 1514 durch einen Kanonenschuss zu töten. Die dadurch führerlos gewordene Truppe unterließ es daraufhin, die Festung zu stürmen und zog sich aus Ostfriesland zurück. Zur Erinnerung an den Tod Heinrichs errichtete die Truppe in Bagband den so genannten Hartog Hinnerk Steen.

### Weiterer Ausbau
In der Regierungszeit Enno II., des Nachfolgers Edzard I., wurde die Burg von 1528 bis 1531 zur etwa doppelt so großen Festung ausgebaut. Das Hauptgebäude der Burg wurde vergrößert und erhielt drei Bastionen, das dazugehörige Ravelin, einen Graben und eine Zugbrücke. Nach dem Tod Ennos ließ seine Witwe Anna, die Ostfriesland bis zur Volljährigkeit ihrer Söhne vormundschaftlich regierte, ein Drostenhaus und zwei weitere Wachttürme errichten. Am 11. Januar 1558 wurde die Festung bei einer Sturmflut schwer beschädigt und anschließend wiederaufgebaut. Dabei wurde der Große Zwinger erhöht und an der Zugbrücke ein neues Porthaus (= Torhaus) darauf gebaut.
Gräfin Anna hatte in Ostfriesland die Primogenitur abgeschafft und festgelegt, dass die Regierung über das Herrschaftsterritorium nach ihrer Regentschaft von ihren drei Söhnen Edzard, Christoph und Johann gemeinsam ausgeführt werden sollte. Nach dem Tod Christophs regierten Edzard und Johann das Land jedoch nicht gemeinsam. De facto war das Land bis zum Tod Johanns geteilt. Edzard regierte von Aurich das östliche Ostfriesland, während Johann von Leerort aus über die Ämter Emden Leerort, Greetsiel und Stickhausen herrschte. Unmittelbar nach Regierungsantritt ließ er die Festung auf der Wasserseite stärker befestigen. Nach dem Tod Johanns wurde die Anlage 1594 erneut erweitert, indem ein neues Haus oder ein neuer Flügel am Schloss beim Burggebäude gebaut wurde.

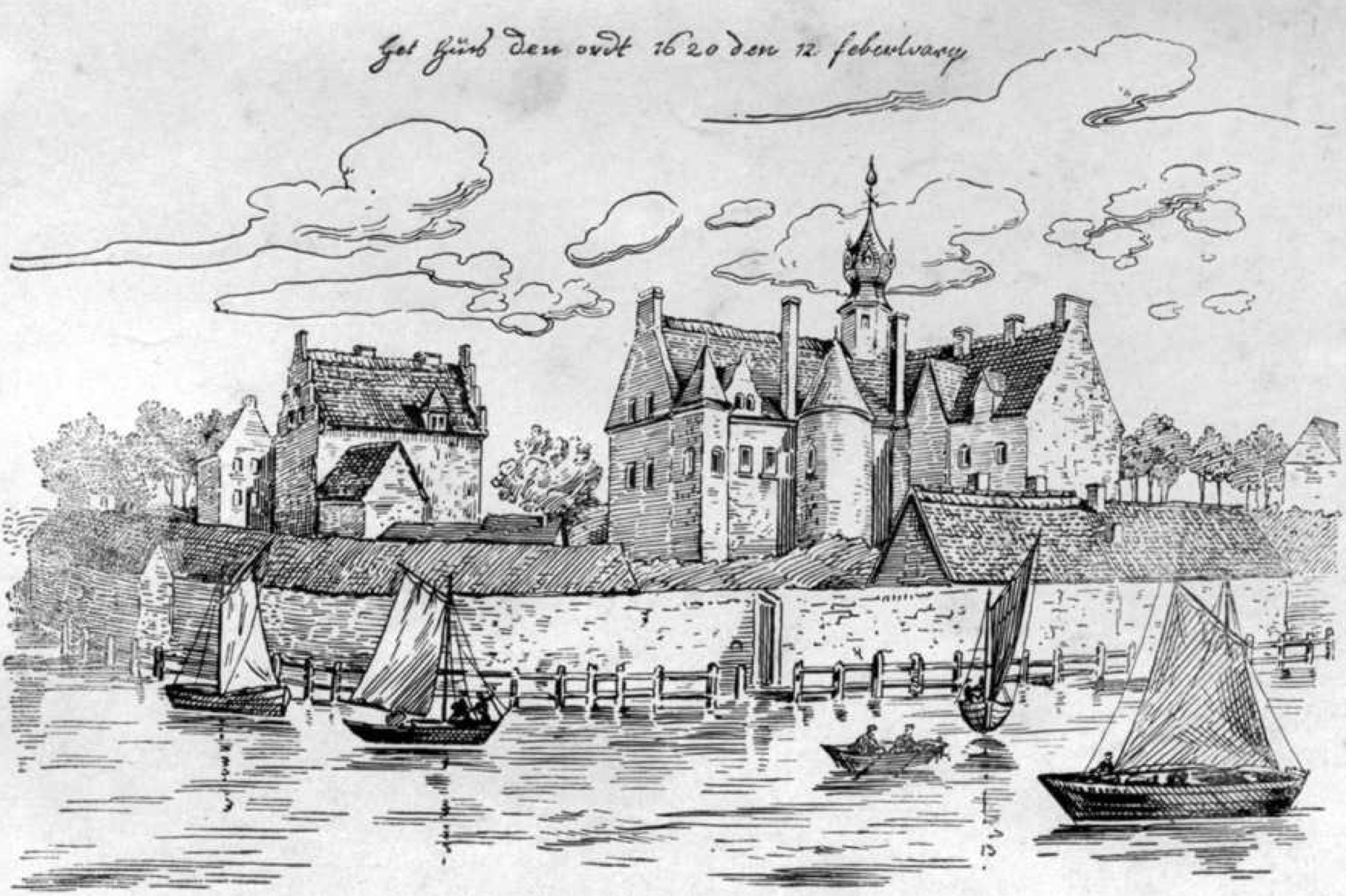
Die Festung um 1620

Im Zuge der Auseinandersetzungen der ostfriesischen Landstände mit den Grafen von Ostfriesland quartieren die Niederlande als Schutzmacht der Stände 1611 eine Garnison in Leerort ein. Im Osterhusischen Akkord wurde diese Besetzung am 21. Mai desselben Jahres nachträglich legitimiert und festgelegt, dass die Niederländer die Festung zunächst für fünf Jahre erhalten sollten, das Burggebäude jedoch gräfliche Residenz blieb. Fortan bestand die Anlage aus einem gräflichen und einem militärischen Teil, die voneinander getrennt waren. Den niederländischen Soldaten war der Zugang in den gräflichen Festungsteil nicht gestattet. Der erste niederländische Hauptmann erhielt den Auftrag, die schon etwas baufällige Anlage unverzüglich wieder herzurichten. Die Niederländer blieben trotz wiederholter Aufforderungen, die Festung zu verlassen, bis 1744 in Leerort. Der Amtssitz wurde daraufhin nach Leer verlegt. Als Ostfriesland zur Zeit des Dreißigjährigen Krieges große Not unter den Truppen des protestantischen Heerführers Ernst von Mansfeld litt, war Leerort Zufluchtsort des Grafen Enno III., der 1625 in der Festung verstarb. Im 18. Jahrhundert begann die strategische Bedeutung der Festung allmählich zu sinken. Erstmals ließen sich in dieser Zeit auch zivile Einwohner nieder. Im Jahre 1712 wurde das baufällige Schloss, die ehemalige Residenz der Grafen von Ostfriesland, in der Festung abgebrochen. Mit dem Steinen wurde das Waisenhaus in Esens errichtet. Im Jahre 1720 wurden die Wälle des Kastells teilweise eingeebnet und mit der Erde die Gräben zugeschüttet, um dort Gärten anzulegen. Letztmals wurde die Festung 1744 im Zusammenhang mit dem Appell-Krieg ausgebaut. Als am 25. Mai 1744 Carl Edzard, der letzte ostfriesische Fürst aus dem Hause Cirksena, starb, machte König Friedrich II. von Preußen sein Nachfolgerecht geltend, das in der Emder Konvention geregelt war. Nachdem Friedrich den Niederländern die Rückzahlung ausstehender Kredite durch die Ostfriesischen Stände garantierte, zogen die Niederländer unter Generalmajor Otto Georg Veldtmann ihre Garnison in Leerort ab. Teile des Inventars der ehemaligen Garnisonskirche wurden in die Festung Bourtange und in die Esklumer Kirche gebracht. Nach Abzug der Niederländer wurde in Leerort 1744 zunächst eine preußische Kompanie einquartiert.

## Heutige Nutzung

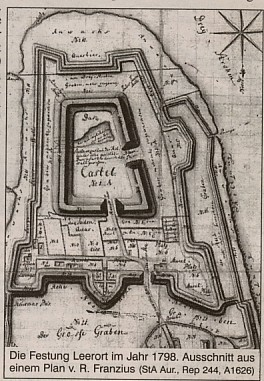
Plan der Festung aus dem Jahr 1798

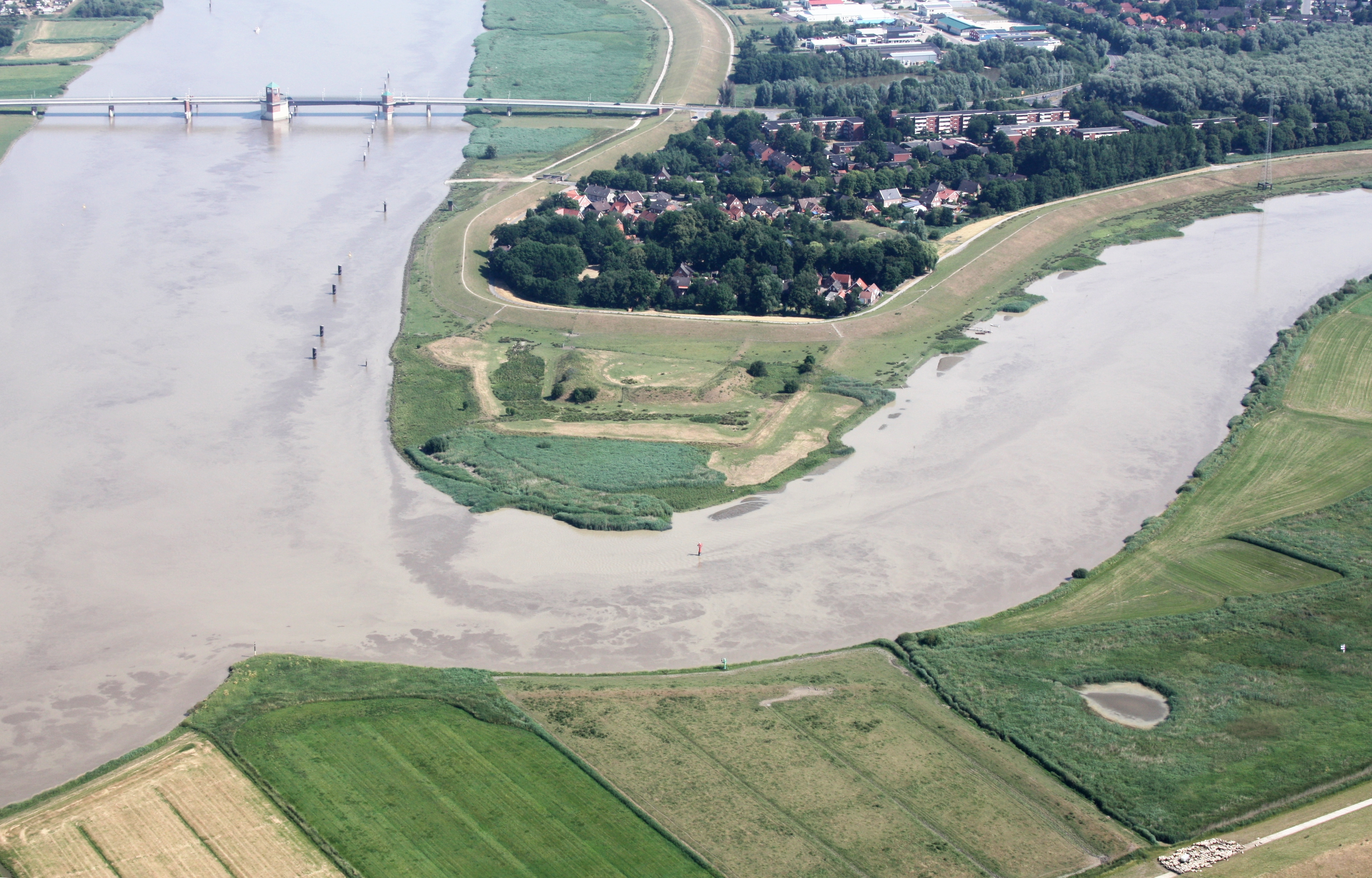
Die Überreste der Festung Leerort im Deichvorland am Zusammenfluss von Ems und Leda

Nachdem auch die letzte preußische Kompanie die strategisch bedeutungslose Festung 1749 verlassen hatte, wurde die gesamte Anlage auf Abbruch verkauft. Auf einem Teilbereich der Festung erwuchs in Folge das Dorf Leerort. Der Rest wird landwirtschaftlich genutzt. Von der ehemaligen Festung ist ein Rest der Wälle erhalten, vor allem die innere Umwallung des alten Kastells, das von Enno II. errichtet wurde. Erhalten sind ferner der so genannte neue Contrescarpe (Böschung des Festungsgrabens), dessen Formen in Richtung Ems erkennbar sind und die Wälle des Weißen Zwingers am Großen Graben. Alle übrigen Festungswerke sind verschwunden.
In einer auf dem ehemaligen Burgwall 1851 gebauten, nicht mehr genutzten Schule wird eine Ausstellung zur Festung gezeigt. Die Wallanlagen im Deichvorland sind frei begehbar. Dort befindet sich eine Schautafel mit einem Plan der Festung und eine Kanone.
Im Jahre 2011 kam es zu kleinräumigen Ausgrabungen auf dem Gelände der Festung durch Archäologen der Ostfriesischen Landschaft. Sie fanden auf der von Enno II. Anfang des 16. Jahrhunderts errichteten und fünf Meter hohen Bastion des Weißen Zwingers statt. Dabei gelang der Nachweis eines ein Meter breiten Patrouillenwegs, der mit gelben Backsteinen gepflastert war. Dabei handelt es sich um ein im 17. Jahrhundert weit verbreitetes, niederländisches Baumaterial.
Das Fundmaterial der Grabung, hauptsächlich Keramik des späten 16. und des 17. Jahrhunderts, ist im Heimatmuseum Leer ausgestellt.

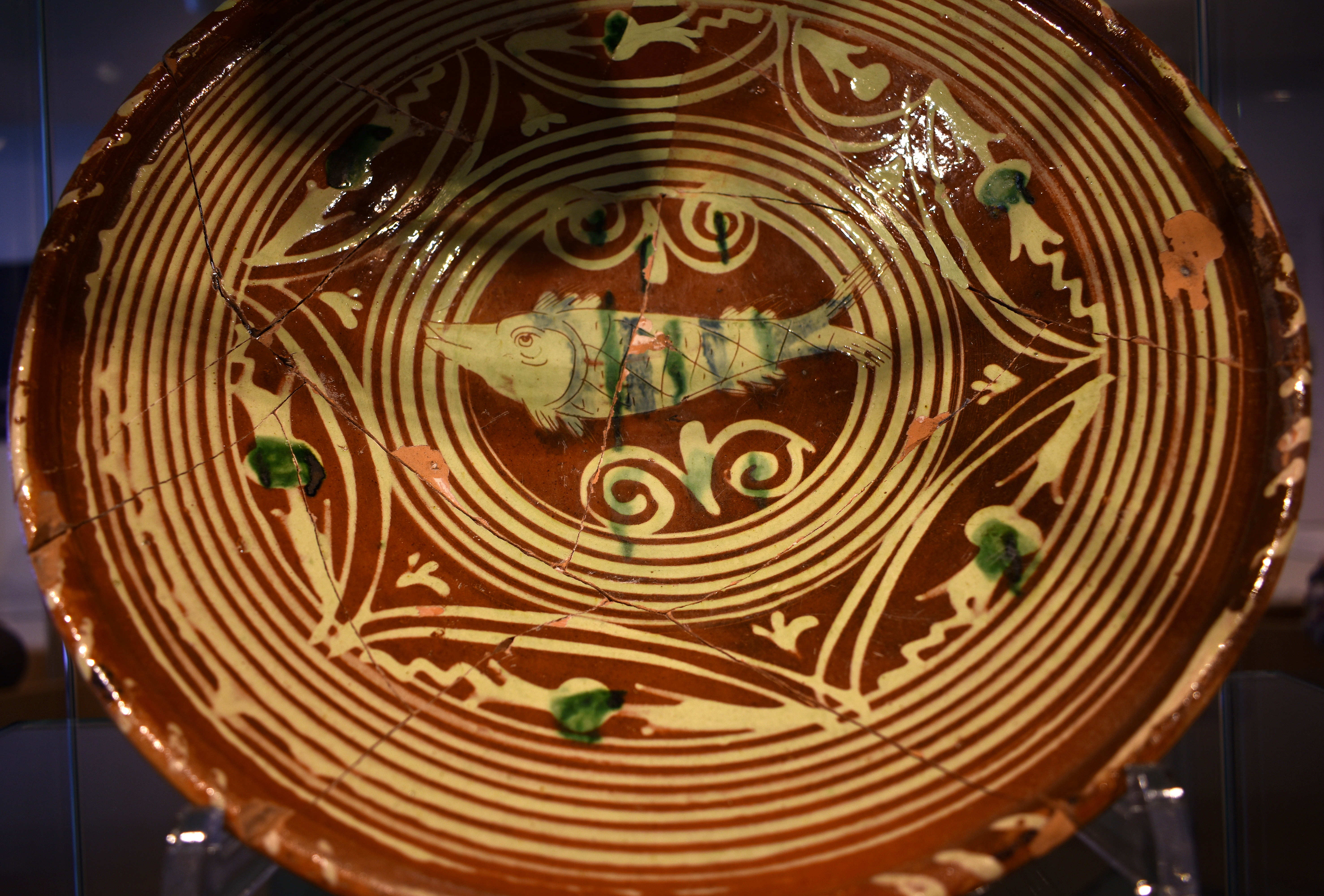
Irdenware des späten 16. bis frühen 17. Jahrhunderts aus dem Werragebiet FO: Festung Leerort AO: Heimatmuseum Leer
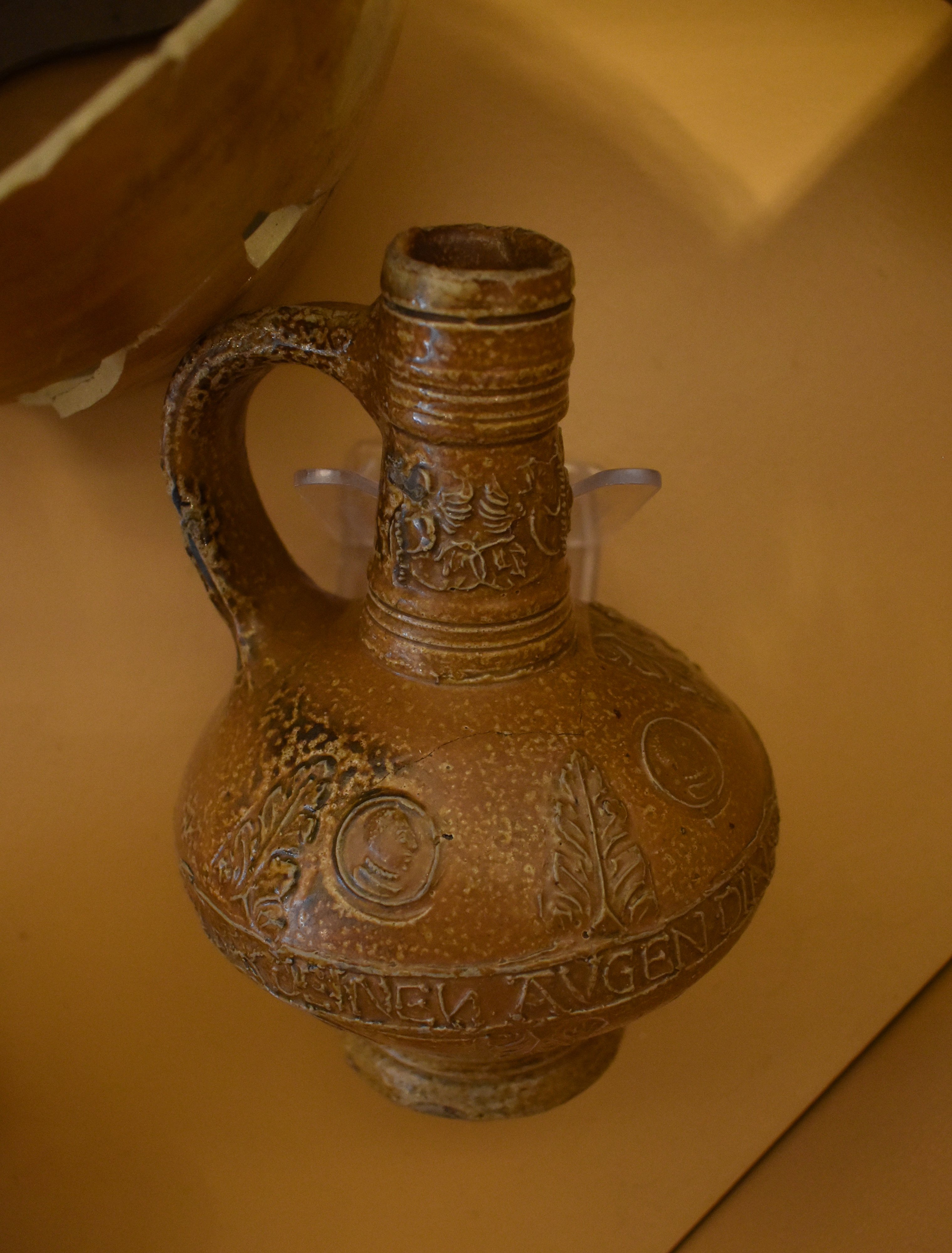
Steinzeug des 17. Jahrhunderts FO: Festung Leerort AO: Heimatmuseum Leer
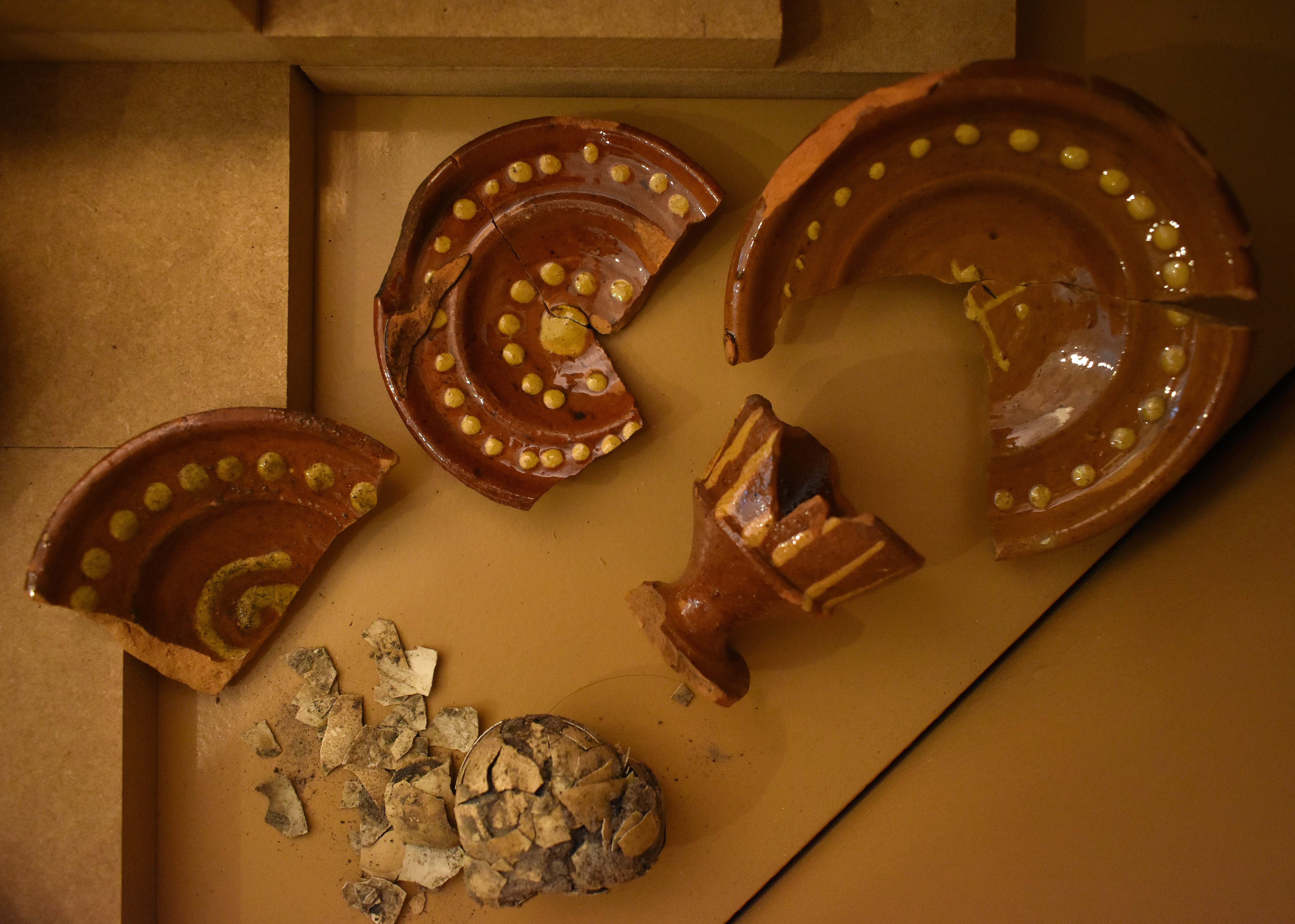
Irdenware des 17. Jahrhunderts FO: Festung Leerort AO: Heimatmuseum Leer
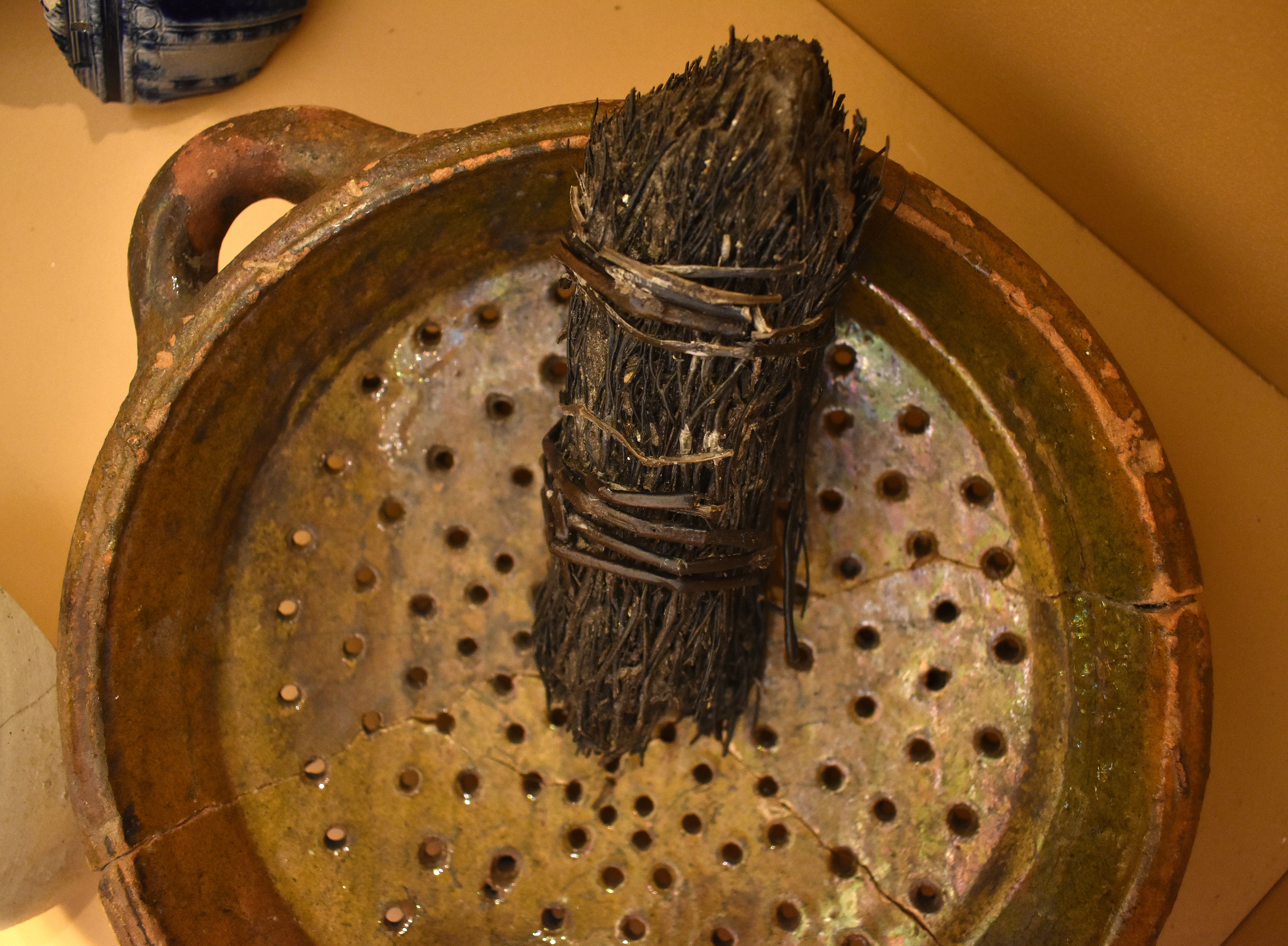
Irdenware des 17. Jahrhunderts FO: Festung Leerort AO: Heimatmuseum Leer